# 涅恰伊夫卡 (波克羅夫西克區)
47°51′37″N 36°12′10″E / 47.86028°N 36.20278°E
涅恰伊夫卡（烏克蘭語：Нечаївка），是烏克蘭的村落，位於該國中部第聶伯羅彼得羅夫斯克州，由波克羅夫西克區負責管轄，分別距離拉季斯涅1.5公里和奧斯塔皮夫西克2.5公里，始建於1932年，面積0.04平方公里，海拔高度88米，2001年人口126。